# سیدمحمد (لردگان)
سیدمحمد روستایی از توابع بخش منج شهرستان لردگان در استان چهارمحال و بختیاری ایران است.

## جمعیت
این روستا در دهستان منج قرار دارد و براساس سرشماری مرکز آمار ایران در سال ۱۳۸۵، جمعیت آن ۶۰۶ نفر (۱۰۹خانوار) بوده‌است. مردم لرتبار هستند.